# Association républicaine des anciens combattants
L'Association républicaine des anciens combattants (ARAC) è un'associazione francese di veterani di sinistra fondata nel 1917 e tuttora esistente.

## Storia dell'Arac
L'ARAC fu fondata nel novembre del 1917 durante la prima guerra mondiale da Raymond Lefebvre, Henri Barbusse (che fu anche primo presidente) e altri loro amici, tra cui Georges Bruyère, Paul Vaillant-Couturier e Boris Souvarine, veterani della prima guerra mondiale e attivisti della SFIO.
I quattro obiettivi principali dell'associazione erano: 
- ottenere, difendere ed estendere il diritto al risarcimento per i veterani e le vittime di guerra
- radunare gli uomini e le donne contro la guerra, per la pace e la solidarietà tra i popoli
- coltivare la memoria della storia in uno spirito di verità
- promuovere gli ideali repubblicani di libertà, uguaglianza e fratellanza, e combattere contro il colonialismo e il fascismo.

Nel periodo tra le due guerre, l'ARAC era la più grande organizzazione di veterani di sinistra (vicina al Partito Comunista Francese), mentre molte altre organizzazioni (come l'Union nationale des combattants) erano (almeno per quanto riguarda i loro leader), attratte da qualche attivismo nazionalista. Tuttavia, il 6 febbraio 1934, l'ARAC chiese di manifestare in Place de la Concorde con le altre organizzazioni di veterani.
Il primo numero del giornale dell'ARAC, Journal Le Réveil des combattants, venne pubblicato nell'ottobre del 1945.

## L'ARAC oggi
I principali compiti dell'ARAC attualmente sono:
- Servizi legali e sociali (ottenimento della carta del combattente, riconoscimento della pensione di guerra...)
- Assistenza legale e medica al fine di ottenere la pensione militare di invalidità
- Servizio "viaggi e svago" (organizzazione di viaggi e di varie attività finalizzate al ricordo, all'educazione civica e alla pace e alla solidarietà internazionale). L'ARAC ha inoltre creato dei club della memoria gestiti da giovani
- Mutua previdenza e salute (rendita per i veterani, aiuti per le spese funerarie, piani pensionistici...)

### Movimenti associati all'ARAC
- Comitato per la costruzione del Villaggio dell'amicizia in Vietnam
- ARAC–Cuba–Solidarité
- Centro nazionale della memoria della storia dell'ARAC
- Amici di Henri Barbusse (La Maison d'Henri Barbusse)
- Amici di Paul Vaillant-Couturier
- Movimento nazionale e internazionale contro la riabilitazione del fascismo e dei fascisti